# Величане
Величане (словен. Veličane) — поселення в общині Ормож, Подравський регіон‎, Словенія.